# Gránulos de Birbeck

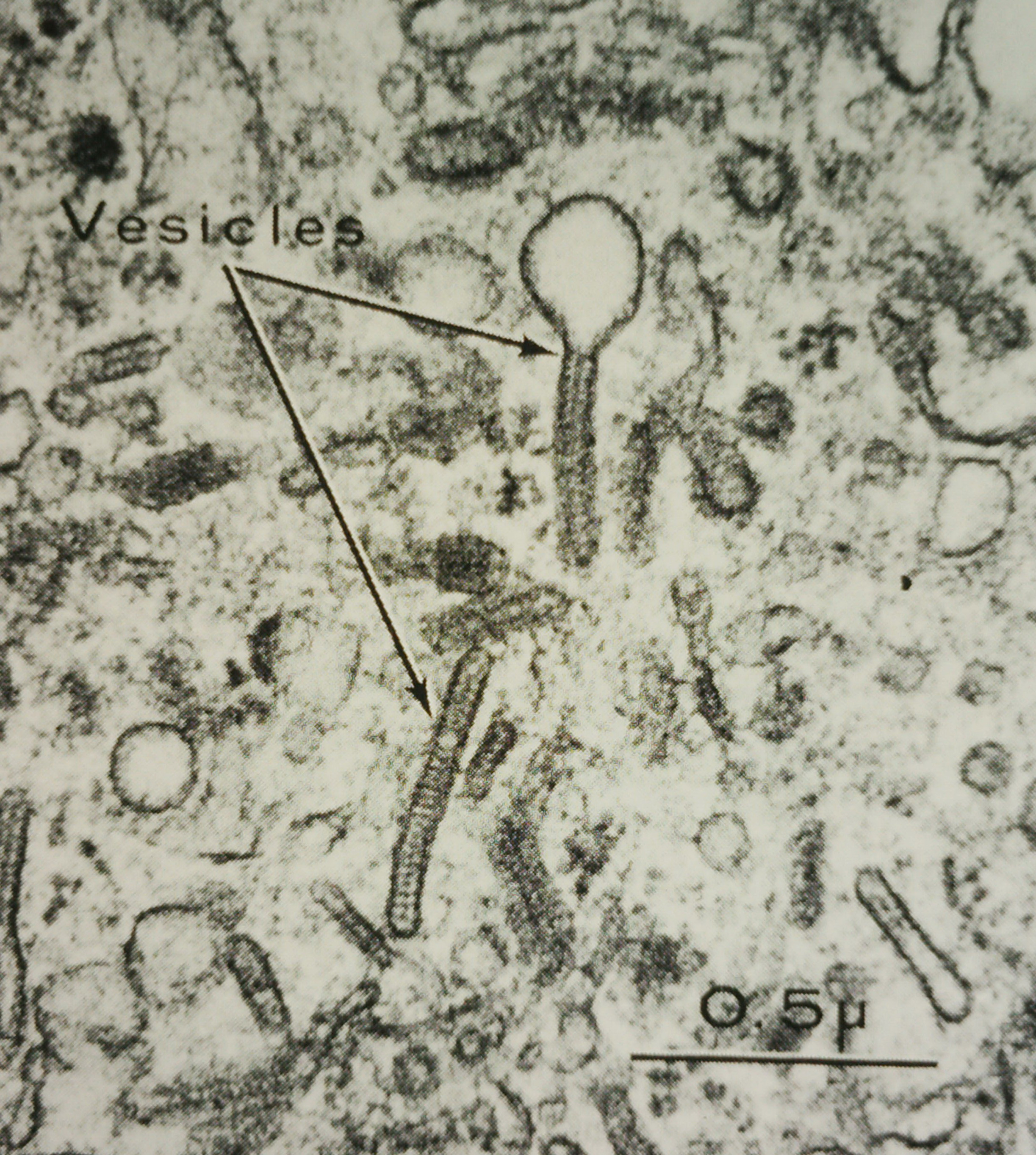
Múltiples gránulos de Birbeck, uno de los cuales muestra una estructura similar a una varilla con una densidad lineal central y estrías cruzadas con una clara expansión bulbosa (vesícula) en un extremo (apariencia de raqueta de tenis). Los gránulos de Birbeck son específicos de las células de Langerhans. Microscopía electrónica.

Los gránulos de Birbeck son orgánulos del citoplasma en forma de barra o de "raqueta de tenis" con una densidad lineal central y aspecto estriado. Son un hallazgo microscópico característico en la histiocitosis de células de Langerhans (histiocitosis X). Su formación es inducida por la langerina.
Su funcionamiento es debatido, pero una teoría es que migran a la periferia de las células de Langerhans y liberan sus contenidos en la matriz extracelular. Otra teoría es que el gránulo de Birbeck funciona en la endocitosis mediada por receptores, de manera similar a las vesículas revestidas con clatrina. 
Los gránulos de Birbeck fueron descubiertos por Michael Stanley Clive Birbeck (1925-2005), un científico y microscopista electrónico británico que trabajó en el Chester Beatty Cancer Research Institute de Londres entre 1950 y 1981.

## Función
Las células de Langerhans capturan a los patógenos reconociendo sus oligosacáridos superficiales que contienen manosa, mediante la lectina de tipo C langerina. Los patógenos internalizados a través de la langerina están encerrados en un orgánulo, que tiene una lámina central estriada entre membranas estrechamente yuxtapuestas.
Una vez capturados los patógenos, las células de Langerhans experimentan una maduración y migran a los ganglios linfáticos periféricos, donde presentan antígenos procesados a las células T.
La langerina es una proteína transmembrana de tipo II que se compone de una cola citoplasmática, una región de cuello en espiral y un dominio de reconocimiento de carbohidratos (CRD).